# پاکو فرناندز (بازیکن فوتبال، زاده ۱۹۷۹)
پاکو فرناندز (انگلیسی: Paco Fernández؛ زادهٔ ۱۵ مارس ۱۹۷۹) بازیکن فوتبال اهل اسپانیا است.
از باشگاه‌هایی که در آن بازی کرده‌است می‌توان به باشگاه فوتبال لوانته اشاره کرد.